# Voraptus
Genre
Voraptus est un genre d'araignées aranéomorphes de la famille des Pisauridae.

## Distribution
Les espèces de ce genre se rencontrent en Afrique subsaharienne et à Sumatra.

## Liste des espèces
Selon World Spider Catalog (version 23.5, 17/01/2023) :
- Voraptus aerius Simon, 1898
- Voraptus affinis Lessert, 1925
- Voraptus exilipes (Lucas, 1858)
- Voraptus extensus Lessert, 1916
- Voraptus orientalis Hogg, 1919
- Voraptus tenellus (Simon, 1893)

## Systématique et taxinomie
Ce genre a été décrit par Simon en 1898 dans les Pisauridae. Il est placé dans les Zoridae par Lehtinen en 1967, dans les Miturgidae par Ramírez en 2014 puis dans les Pisauridae par Haddad en 2022.

## Publication originale
- Simon, 1898 : Histoire naturelle des araignées. Paris, vol. 2, p. 193-380 (texte intégral).